# Ordine di San Giuseppe

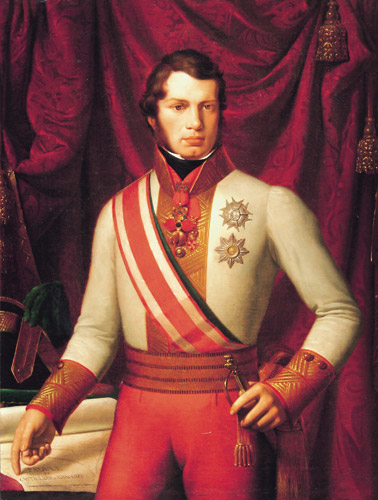
Il Granduca Leopoldo II con la fascia di Cavaliere di Gran Croce

L'Ordine del Merito sotto il titolo di San Giuseppe, più comunemente noto come Ordine di San Giuseppe, fu un ordine cavalleresco e dinastico di collazione della I. e R. Casa d'Asburgo Lorena Granducale di Toscana.

## Storia
L'Ordine fu fondato da Ferdinando III di Lorena il 9 marzo 1807, non appena gli venne affidato da Napoleone con gli accordi della pace di Presburgo il granducato di Würzburg, un antico principato ecclesiastico tedesco di circa 5000 km² di superficie e di 250 000 abitanti, ubicato al confine fra Baviera, Württemberg e Baden e ricevuto in cambio della perduta Toscana. La nascita dell'Ordine di San Giuseppe rientra in una generale tendenza di quel tempo a creare nuovi "ordini del merito" ed insieme presenta degli aspetti peculiari.
Dal 1807 nei nuovi staterelli tedeschi, aderenti alla napoleonica Confederazione del Reno, ci fu tutto un pullulare di nuovi ordini, i cui titoli servivano a ricompensare i propri ufficiali impegnati nelle tante battaglie sostenute dalle armate imperiali. Dopo Ferdinando III di Lorena, anche Carlo Federico, granduca del Baden, il 4 aprile istituì l'Ordine militare di Carlo Federico; Luigi I, granduca d'Assia, il 25 agosto fondò l'Ordine di Luigi e da Massimiliano Giuseppe, re di Baviera, che nel 1808 istituì l'Ordine al Merito della Corona Bavarese, ordini tutti simili fra loro e contemplanti tre classi di decorati (gran croci, commendatori e cavalieri).
La nascita dell'Ordine di San Giuseppe fu determinata, però, anche da curiose motivazioni di tipo personale. Fin dal 1799 Ferdinando III provò per l'allora generale Napoleone Bonaparte una certa simpatia, che ben presto diventò sincera ammirazione per le sue numerose e grandi imprese militari. Quando, poi, nel 1806, in una lunga visita a Parigi Ferdinando III si guadagnò la fiducia di Napoleone, venne a sapere che l'imperatore dei Francesi aspirava ad essere investito del prestigioso Ordine austriaco del Toson d'Oro, che invece gli era stato sempre negato per la decisa opposizione della corte di Vienna. Ferdinando III, probabilmente d'accordo con il fratello Francesco II d'Asburgo-Lorena, imperatore d'Austria, trovò una via d'uscita con la fondazione di un ordine cavalleresco nuovo, quello appunto di San Giuseppe, che vide come primo insignito nel 1807 proprio Napoleone.
Rientrato in Toscana dopo la Restaurazione, Ferdinando III con apposito editto del 18 marzo 1817 rinnovò l'Ordine Civile e Militare di San Giuseppe, ponendolo al secondo posto fra gli ordini equestri (dopo quello più prestigioso e più antico di Santo Stefano) e lo dotò di un apposito regolamento più consono allo spirito della Restaurazione. Il fine era quello di "distinguere nelle diverse classi con decorazione esteriore le qualità pregevoli e le virtuose azioni di chiunque abbia acquistato titolo alla sovrana benevolenza o per i suoi meriti personali o per utili servigi resi allo stato". Capo dell'Ordine era il Gran Maestro (ossia il Granduca). Comprendeva inoltre le classi di cavaliere di gran croce, commendatore (che attribuivano nobiltà ereditaria), e cavaliere (nobiltà personale); veniva assegnato ai soli cattolici e con molta parsimonia.
Dopo l'allontanamento di Leopoldo II dalla Toscana, l'Ordine di San Giuseppe, al pari di quello di Santo Stefano, fu soppresso per la legge dello stato dal Governo Provvisorio Toscano di Bettino Ricasoli. Tuttavia, trattandosi di Ordine dinastico-familiare e non statale, gli Asburgo Lorena di Toscana ritennero di conservare il diritto dinastico del Gran Magistero dell'Ordine di San Giuseppe e continuarono a conferire regolarmente e con continuità l'onorificenza a nobili e personaggi illustri sino al 1908. Infatti Il 20 dicembre 1866  Ferdinando IV di Toscana ed i suoi figli rientrarono nella Casa Imperiale e la Casa di Toscana smise di esistere come casa reale autonoma, venendo riassorbita da quella imperiale austriaca; a Ferdinando fu permesso di mantenere la sua fons honorum vita natural durante, mentre i figli divennero solo Principi Imperiali (Archiduchi/Arciduchesse d'Austria) e non più Principi/Principesse di Toscana: Ferdinando IV abdicò ai diritti dinastici al Granducato di Toscana (1870) a favore dell'Imperatore Francesco Giuseppe d'Austria e pertanto anche i suoi discendenti persero ogni diritto dinastico sulla Toscana. Il Gran Magistero dell'Ordine di Santo Stefano cessò invece con la morte di Ferdinando IV . L’imperatore Francesco Giuseppe I (1830-1916) aveva infatti proibito, dopo la morte del granduca Ferdinando IV di Toscana avvenuta nel 1908, di assumere i titoli di granduca o di principe o principessa di Toscana . 
Fra i tanti personaggi decorati, molti dei quali non appartennero al solito entourage dei più fedeli collaboratori granducali, si ricordano: Giustino Fortunato, Gino Capponi, Luigi Cambray Digny, Paolo e Anatolio Demidoff, Cosimo Ridolfi, Bettino Ricasoli, Giovanni Baldasseroni, Francesco IV e Francesco V di Modena, Napoleone III, Felice Baciocchi, Massimiliano II di Baviera, Carlo Alberto e Vittorio Emanuele II di Savoia re di Sardegna, François Champollion, Alessandro Manzoni, Luigi Sabatelli, Alphonse de Lamartine Klemens von Metternich.
|           |              |                         |
| Cavaliere | Commendatore | Cavaliere di Gran Croce |